# خولة بنت قيس
خولة بنت قيس , أم مُحَمد خولة بنت قيس بن قهد الخزرجية الأنصارية صحابية من قبيلة الخزرج من الأنصار وهي زوجة الصحابي حمزة بن عبد المطلب عم النبي محمد ﷺ قال ابن سعد: «تزوجت خولة من حمزة بن عبد المطلب بن هاشم وولدت له يعلى وعمارة وابنتين له لم تدركا، ثم خلف عليها بعد حمزة حنظلة بن النعمان بن عمرو بن مالك فولدت له محمداً». وهي أخت الصحابي سليم بن قيس.

## اسلامها
أسلمت أم محمد قبل الهجرة النبوية فقد دخل الإسلام بيتها عن طريق خالها كبير الأنصار ونقيبهم السيد الجليل أسعد بن زرارة رضي الله عنه حين قدم مصعب الخير بن عمير رضي الله عنه لنشر الإسلام في المدينة وكان له الفضل بتوفيق الله عز وجل في إسلام أهل المدينة وكان أسعد بن زرارة رضي الله عنه خير مساندٍ له ومعين ، وكان أسعد رضي الله عنه قد دعا أهله وأخوته وأهل بيته فأسلمت أخته الفريعة وزوجها قيس بن قهد وابنة عمه الصحابية الكبيرة عفراء بنت عبيد وأولادها معاذ ومعوذ وعوف ورفاعة أبناء عفراء وكذلك أسلم أخوه خولة أبو الورد وزرارة وسليم وقيس بنو قيس بن قهد ، وصحبوا النبي صلى الله عليه وسلم وكانوا من خيار الصحابة رضي الله عنهم .

## روايتها للحديث
روى محمود بن لبيد، عن خولة بنت قيس بن قهد: أن النبيّ قال: «ألا أخبركم بكفارات الخطٍايا: قالوا: بلى يا رسول الله. قال: إسباغ الوضوء عند المكاره، وكثرة الخطى إلى المساجد، وانتظار الصلاة بعد الصلاة.